# まついえつこ
まつい えつこ（1981年8月16日 - ）は、日本の作曲家、編曲家、歌手、エレキ琵琶奏者。茨城県那珂市（旧・瓜連町）出身。劇中音楽を数多く手がける一方、「茨城名物ロックンロール」などのオリジナル曲を作詞・作・編曲・歌唱するシンガーソングライターでもある。2008年より現在、故郷・茨城県那珂市の「那珂ふるさと大使」を務める。2010年よりボイストレーナーとしてボイスレッスン、ボーカルレッスンを本格始動。1回のレッスンでカラオケ精密採点100点を出す、2回のレッスンで「THEカラオケ★バトル」にて優勝、6回のレッスンで芸能事務所オーディション合格に導くなど短期間で結果を出す100点のとれるボイストレーナーとして メディアでもたびたび取り上げられている。体験レッスンを10校回っても選ばれる、指名率・生徒の定着率第1位のトレーナーである。2024年には音楽事務所のボイストレーナーとして顧客満足度日本1位に輝く。平仮名表記の為「まついえいこ」と間違われることが多い。

## プロフィール
茨城県立佐和高等学校普通科から、東京音楽大学音楽学部音楽学科作曲・指揮専攻、映画・放送音楽コース卒業。ピアノを加藤令子、地脇信行、ヴァイオリンを直井文代、作曲を羽田健太郎、三枝成彰、服部克久、小六禮次郎、堀井勝美、難波弘之、後藤慶一、 北中正和、小崎光洋、大中有美、藤原豊に師事する。ピアノコードワークを宮城純子に師事する。エレキベースを鳴瀬喜博 、エレキギターを野呂一生に師事する。ボーカルを安保壬渡里に師事する。
伊福部昭が名誉所長である同大学付属民族音楽研究所にて、民族音楽学、インドネシア・ジャワ宮廷音楽ガムランを佐藤まり子に師事する。タブラ、シタール、ダラブッカを若林忠宏に師事する。薩摩琵琶を鶴田流・中川鶴女に師事。鶴女の逝去後、同鶴田流の吉永鶴奏に弟子入りし、2023年松井奏悦(まついそうえつ）を襲名。2007年からはエレキ琵琶での演奏も始める。国内での演奏会の他、ニューヨーク等海外でストリートライブを敢行。日本琵琶楽協会員。2023年7月7日、高校の先輩である男性と結婚したことを発表。

### 趣味
ファミコン、落語鑑賞、キャベツ太郎、カラオケ（公式プロフィールより）

### 特技
テレビゲーム（す〜ぱ〜ぷよぷよ全国大会出場）、おいしいみかん選び、知っている曲なら楽譜が無くてもピアノで弾ける、カラオケ精密採点DX-Gで100点を取ること、日本ほめ達検定2級、上級救命技能、日本野菜ソムリエ協会カレーマイスター取得。

## 来歴

### 出生～高校2年生まで
兄姉が習っていた影響で、4歳の時にピアノを習う。その後、現在に至るまで加藤令子に師事。7歳の時にヴァイオリンのレッスンもスタート。加藤令子の姉である直井文代に11年間師事。
高校2年の時に日本テレビ『ルックルックこんにちは』の名物コーナー「ドキュメント女ののど自慢」に母が応募。当初は乗り気でなかったものの、112名参加したオーディションに見事合格。「夏休み特別企画・花の女子高生大会」に出演。『新世紀エヴァンゲリオン』の主題歌「残酷な天使のテーゼ」を熱唱。B賞を獲得した。その時の快感が忘れられず、人前で歌うことの魅力に目覚め、後年の歌手活動につながっていく。

### 高校2年生～東京音楽大学卒業まで
高校3年生の夏に東京音楽大学への進学を決意するも、初年度は不合格。翌2001年に再度受験し、今度は合格する。
大学では作曲を羽田健太郎、三枝成彰、服部克久、小六禮次郎ら巨匠に師事。薩摩琵琶を中川鶴女に師事。伊福部昭により開設された東京音楽大学付属民族音楽研究所にて、インドネシアの宮廷音楽 ジャワガムランを佐藤まり子に師事。
大学1年の時に、名匠・石井輝男の遺作『盲獣vs一寸法師』の劇中歌の歌唱に参加。これが初の映画参加作品となる。
大学3年生の時には、「茅ヶ崎歌謡選手権大会（大岡越前祭）」に出演。劇場版『新世紀エヴァンゲリオン』の主題歌「魂のルフラン」を絶唱。優秀歌唱賞を受賞。
その頃、東映の『爆竜戦隊アバレンジャー』の劇中音楽の作・編曲を手伝った事が縁となり、以降、「スーパー戦隊シリーズ」の作・編曲、コーラス、楽器指導、サントラの楽曲解説等を手がける事になる。
大学4年生の時に故郷、茨城県那珂市の木内酒造主催の「蔵楽乃会」に出演。その事が縁で、NHK水戸放送局に準レギュラー出演するようになる。同時に、ラジオのIBS茨城放送の番組にも度々ゲスト出演する。
同時に、ブロードバンド放送の番組au、EZチャンネル『クイズ！ 知ってど～する!?』等の作曲も担当。商業ベースでの活動が増えていく。

### 東京音楽大学卒業～現在
卒業間際に、ヴァイオリニスト・川井郁子作曲の、テレビ東京『水百景』のテーマ曲のアレンジを手伝う。
これを皮切りに、本格的にプロデビュー。以降、テレビ番組や映画の音楽を手がけていく。
特に、作詞を手がけたOVA版『スカイガールズ』のエンディングテーマ「Shooting star～願いを込めて～」（歌：後藤沙緒里）は、現在、カラオケの一曲に加えられている。また、作・編曲も手がけた深夜アニメ『セイントオクトーバー』のキャラクターソング「WARNING」（歌：小林ゆう）もカラオケに入っている。
2006年には、待望のファーストアルバム『茨城名物ロックンロール』をリリース。歌手としても本格的デビューを果たす。
このレコーディングでは、作詞、作曲、編曲、音源制作、歌だけでなく、コーラスも担当している。その際、スタジオエンジニアから「音程が良すぎてダブル（同じ音程で歌い、重ねてダビングする手法）に聴こえない」と言わしめた逸話が残っている。
2008年公開の秋山莉奈主演映画『バトルキャッツ！ THE BATTLE CATS！』にて、映画音楽に本格的進出。主題歌「絶対無敵バトルキャッツ！」および副主題歌の作・編曲・歌唱、劇伴の作曲、さらには出演し、八面六臂の活躍を見せている。
仮歌歌手としても活動中。J-POP、演歌、アニメソング、CMソング、童謡など幅広いジャンルを担当。萌えアニメ風の声や、ドスのきいた声、セクシーボイス、幼児のような声など、用途によって使い分けるのが得意。
2013年より シャイニングボーカル教室池袋本校 のインストラクターを務める。
2014年5月より地元茨城県の「茨城をたべよう運動」応援ソング『いばたべ音頭〜僕もあなたもいばらき産さ〜』（作詞・作曲：マシコタツロウ）の歌手に選ばれ、地産地消のPR活動をしている。同年7月7日、オリジナル曲　JR水郡線全線開通80周年勝手に応援ソング『ボクの恋（ハート）は水郡線』を発表。
2016年5月よりプロミュージシャン集団「音の力 プロジェクト」発足。熊本地震チャリティーライブを展開。
2016年5月よりジャパン・ミュージックエンターテインメントの直営芸能スクールである、ジャパン・エンターテインメント・アカデミー（JEA） のボーカルインストラクターを務める。一般は高校生から年配層、芸能界ではタレントの卵からアイドル、声優、俳優らに絶大な信頼を置かれ、ボイストレーナーとしても人気講師になりつつある。
いばらきデジタルコンテンツ・ソフトウェア大賞2018デジタルミュージック部門にてチャイム曲『Start』が優秀賞を受賞。茨城県庁舎の始業・終業チャイムとして2019年2月より採用されている。

## 主な作品と活動

### テレビ、映画用劇中音楽等 作曲参加作品
- au、EZチャンネル クイズ！ 知ってど～する!?（構成:小山薫堂）（2003年）
- 爆竜戦隊アバレンジャー（テレビ朝日系）EX音楽（2003年）
- 特捜戦隊デカレンジャーEX音楽（2004年）
- 魔法戦隊マジレンジャーEX音楽（2005年）
- アイドルショートムービーズ　桜木睦子『助っ人チェリー』（2005年）
- au、EZチャンネル天使のワル知恵　（構成:小山薫堂、内田ぼちぼち／演出:森田と純平）（2005年）
- au、EZチャンネルミニッツストーリー（監督:森田と純平）（2005年）
- 川井郁子作曲「水百景」テーマ曲『水百景』(テレビ東京系)（2005年）※作曲補助
- 轟轟戦隊ボウケンジャーEX音楽（2006年）
- au、EZチャンネル雑学のススメ!（監督・森田と純平）（2006年）
- 東京静脈R（監修:押井守/監督:野田真外）（2006年）
- 宮内洋探検隊の超常現象シリーズ（ファミリー劇場）（2006年）
- 川井郁子作曲 大阪芸術大学ミュージカル「氷山ルリの大航海」（2006年）※作曲補助
- 川井郁子作曲「美の巨人たち」エンディング曲『キャラバン』(テレビ東京系)（2007年）※作曲補助
- 川井郁子作曲 舞台「Duende2」博品館劇場（2007年）※作曲補助
- NHK水戸放送局 いばらきわいわいスタジオ テーマ曲（2007年）
- DVD シルバー仮面大図鑑（2008年）
- ファミリーミュージカル「魔法使いサリー」博品館劇場（2008年）
- 月光仮面誕生50周年記念番組 月光仮面FOREVER（ファミリー劇場）（2008年）
- 映画 バトルキャッツ！ THE BATTLE CATS！（2008年）
- 侍戦隊シンケンジャーEX音楽（2009年）
- 映画  Oh!透明人間（2010年）
- 宮西達也劇場おまえうまそうだな（テレビ東京系）（2010年）
- 月光仮面〜幻の第一話を求めて〜（ファミリー劇場）（2011年）
- 舞台「あめざいく　ゆめざいく」（2011年）
- 歴史怪談（ホラー）昔本当にあった怖い噺（2012年）
- 映画 バトルキャッツ！ 2011（2012年）
- 映画 青春Hシリーズ 鳥を見て！（2012年）
- 特命戦隊ゴーバスターズEX音楽（2012年）
- ラジオドラマ 最後の瞽女ハル（2014年）
- 都市伝説バスター（チバテレビ）（2014年）
- 妖怪女学園（チバテレビ）（2014年）
- 20世紀未来テデロス（東急iTSCOMチャンネル）作曲:渡辺宙明、楽曲制作:まついえつこ（2015年）
- 都市伝説バスター Next stage（チバテレビ）（2016年）
- 温泉拳士（チバテレビ）（2016年）
- 映画 おやじの釜めしと編みかけのセーター（八名信夫初監督・脚本・主演作品）（2016年）
- 炎の天狐 トチオンガーセブン（監督:荒木憲司）（新潟テレビ21）（2017年）
- 霊魔の街（監督:八木毅）（新潟テレビ21）（2017年）
- 快盗戦隊ルパンレンジャーVS警察戦隊パトレンジャーEX音楽（2018年）
- 映画 瞽女GOZE　(監督:瀧澤正治)(2020年) 2021年 主演・吉本美憂 第30回日本映画批評家大賞　新人女優賞、2022年 第23回ベルギー・ハンブルグ日本映画祭2022　観客賞。

### 歌・コーラス・歌唱指導・楽器指導 参加作品
- 映画 盲獣vs一寸法師（監督:石井輝男）（2001年）挿入歌
- 爆竜戦隊アバレンジャー（テレビ朝日系）（2003年）
- 特捜戦隊デカレンジャー（2004年）
- まめうしくん まめちっち（2004年）
- 絵本 こぐまのクッキー 大きくなりたい！ お絵描きうた（2005年）作詞、作曲、編曲、歌
- 絵本 こぶたのジャスミン キリンさんにキス　お絵描きうた（2005年）作詞、作曲、編曲、歌
- 劇場版 超星艦隊セイザーX エンディングテーマ「New Horizon〜戦え！星の戦士たち〜」（歌:キングコング梶原）（テレビ東京系）（2005年）
- 魔法戦隊マジレンジャー（2005年）
- 轟轟戦隊ボウケンジャー（2006年）
- スカイガールズ エンディングテーマ「Shooting Star〜願いをこめて〜」（歌:後藤沙緒里）（2006年）作詞
- ふたりはプリキュア スプラッシュ☆スター（テレビ朝日系）（2006年）
- 超忍者隊イナズマ! エンディングテーマ『Thank you!』（歌:菊地美香・甲斐麻美・山内明日）（2006年）
- 祝!(ハピ☆ラキ)ビックリマン（テレビ朝日系）エンディングテーマ『あっちの世界はほっちっち』（歌:弁財アキ/田中真弓）（2006年）琵琶演奏
- 獣拳戦隊ゲキレンジャー（2007年）
- セイントオクトーバー（tvk、テレビ埼玉、チバテレビ、テレビ大阪、テレビ愛知、i-revo、AT-X）（2007年）
- 映画 バトルキャッツ!主題歌『絶対無敵バトルキャッツ！』、副主題歌『恋するオトメは仔猫ちゃん』（2008年）作曲、編曲、琵琶演奏、歌
- 侍戦隊シンケンジャー（2009年）三味線、エレキ琵琶演奏
- 茨城県那珂市市制施行5周年記念CD 市民の歌『輝く未来へ』（歌:宮下敏子）、市民音頭『いいねなかなか』（歌:まついえつこ）（2009年）編曲、琵琶演奏、歌唱指導
- 映画 御茶漬海苔の惨劇館 主題歌『あぁ御茶漬の唄』（歌:まついえつこ、御茶漬海苔）（2010年）
- 映画Oh!透明人間 主題歌『Oh!透明人間』（2010年）
- *さくらゆき* CDアルバム『関ヶ原』、『炎の月』（2010年）ディレクター、歌唱指導
- 京騒戯画（バンダイチャンネルほか）（2012年）
- 映画アシュラ（2012年）琵琶演奏　※第16回文化庁メディア芸術祭　アニメーション部門優勝受賞、同部門審査委員会推薦作品
- カミングアウトバラエティ!! 秘密のケンミンSHOW　茨城県スペシャル　再現ドラマ　方言指導（日本テレビ系）（2014年）
- 茨城をたべよう推進運動 地産地消PRソング『いばたべ音頭〜僕もあなたもいばらき産さ〜』作詞・作曲：マシコタツロウ（2014年）歌
- 楽天O-net　テレビCM（2015年） コーラス
- 電子書籍・漫画ebookjapan テレビCM（2016年）歌
- 茨城県庁舎始業・終業チャイム「Start」(2018年) いばらきデジタルコンテンツソフトウェア大賞2018 デジタルミュージック部門　優秀賞受賞
- 面白南極料理人（テレビ大阪・BSテレビ東京・BSテレビ東京4K）（2019年）リコーダー譜制作
- 地縛少年花子くん（TBS）(2020年)琵琶演奏・歌

### 楽曲提供

#### 作曲・編曲
- NHK水戸放送局いばらきわいわいスタジオテーマソング（2007年）
- 小林ゆう『WARNING』（2007年）
- さくらゆき『昴の彼方』、『砂の川』（2011年）
- 舞台屋あい『あめざいく ゆめざいく』、『あめぴょん ゆめぴょん うまれたぴょん』（2011年）
- 北川舞『天使のものかげ』、『LOVE＆BATTLE』、『はたらくアリさん』（2013年）
- pele『虹色の幸せ』、『たんぽぽ』（2023年）

#### 編曲
- 茨城県那珂市市制施行5周年記念CD 市民の歌『輝く未来へ』、市民音頭『いいねなかなか』（2009年）
- 全音楽譜出版社フレクトリック・ドラムス全音モデル「ふれあいどらむ」内蔵伴奏音源（2010年）
- さくらゆき細川忠興公の妻・細川ガラシャ イメージソング『落花流水』（2011年）作詞：遠野ゆき、作曲：石野竜三
- 宮城県・仙台市　復興支援チャリティーソング『むすび丸 春夏秋冬』（2012年）作詞：千束北男、作曲：冬木透、歌：天地総子
- 20世紀未来テデロス　主題歌『永遠のテデロス』（東急iTSCOMチャンネル）（2015年）作詞：ドンボルカン山口、作曲：渡辺宙明、歌：asfi、まついえつこ
- 「決定版　懐かしのせんだいＣＭ大百科」より『レインボーアタックエース』(2022年）作詞：松井久江、作曲：冬木透、歌：田中星児

### ピアノアレンジ

#### リットーミュージック音楽雑誌「PIANOSTYLE」
- ルイ・アームストロング『この素晴らしき世界』（2008年）
- 松田聖子『あの輝いた季節』（2008年）、『青い珊瑚礁』（2009年）
- 嵐『Beautiful days』（2009年）、『明日の記憶』（2009年）
- GReeeeN『歩み』（2009年）
- 絢香『夢を味方に』（2009年）
- HY『366日』（2009年）
- いきものがかり『YELL』（2009年）、『時をかける少女』（2010年）
- flumpool『見つめていたい』（2010年）
- SEX and the CITY『SEX and the CITY Theme』（2010年）
- 東方神起『時ヲ止メテ』（2010年）
- 一青窈『ハナミズキ』（2010年）
- あんしんパパ『はじめてのチュウ』（2010年）
- EXILE『ふたつの唇』（2009年）『Each Other's Way 〜旅の途中〜』（2011年）

### ピアノアレンジ楽譜集
- リットーミュージック「ピアノスタイル 感動演出!新郎新婦も弾けるピアノ曲集」（2007年）
- リットーミュージック「ファンタスティック・ピアノ・コレクション2011 中級〜上級編」（2011年）
- リットーミュージック「PIANOSTYLE ベストセレクション 読者が選んだ これだけは弾きたい永遠の名曲20」（2011年）
- 全音楽譜出版社「さくら♪SONGS」（2012年）
- 全音楽譜出版社「あおぞら♪SONGS」（2014年）
- 全音楽譜出版社「さくら♪SONGS2」（2016年）
- 全音楽譜出版社「あおぞら♪SONGS〜パワフルパワー」（2023年）

### コーラスアレンジ楽譜集
- 全音楽譜出版社『女声合唱のためのハワイアン曲集フラソング・コーラス』（2011年）
- 全音楽譜出版社『永遠のアイドルソング コーラスアルバム（女声3部合唱）』（2011年）
- 全音楽譜出版社『心に花を咲かせよう（女声合唱編）』「切手のないおくりもの」「ありがとう」編曲（2012年）
- 全音楽譜出版社『ユーミン•コーラスアルバム〜ひこうき雲〜（女声3部合唱）』「ひこうき雲」編曲（2013年）
- 全音楽譜出版社『ユーミン•コーラスアルバム〜春よ、来い〜（女声3部合唱）』「時をかける少女」編曲（2015年）

### テレビCM用劇伴等
- 福島県二本松・奥の松酒造「ロケット編」（2003年）
- 電子書籍・漫画ebookjapan（2011年）
- ポニーキャニオン「西部警察 PART-II DVD-BOX 鳩村BOX」プロモーション映像　ワンダフル・ガイズ再現演奏（2012年）
- ポニーキャニオン「西部警察 PART-III DVD-BOX 木暮BOX」プロモーション映像　ワンダフル・ガイズ再現演奏（2012年）
- いばらきデジタルコンテンツ・ソフトウェア大賞PR （2015年）
- 電子書籍・漫画ebookjapan テレビCM（2016年）

#### 採譜
- リットーミュージック「キーボード・マガジン」（2008年〜）
- ヤマハミュージックメディア バンドスコア Galileo Galilei「パレード」（2011年）
- ヤマハミュージックメディア バンドスコア supercell 「Today Is A Beautiful Day」（2011年）

#### 主な出演等
- NHK総合「首都圏ネットワーク」（2004年）
- NHK FM「水戸アップデート」（2006年）
- CDリリース記念ライブ「まついえつこはここにあり。」（2006年）
- 東京トイフェスティバル（2006年）
- NHK茨城県域地上デジタル放送「いばらきわいわいスタジオ」（2007年）
- ふるさと凱旋ライブ「まついえつこは水戸にいる。」（2007年）
- 茨城県那珂市静峰ふるさと公園「八重桜まつり」（2007年～）
- 楽器フェア（2007年）
- 演歌競演 花吹雪コンサート（2008年）
- 国民文化祭2008「なかひまわりフェスティバル」（2008年）
- 東京国際アニメフェア（2009年）
- 神奈川県横浜市「 EXCITING PORSCHE MEETING 2009」（2009年）
- 栃木放送・茨城放送「IT's きたかん」（2010年）
- TOKYO FM　スペースディーバ「週刊メディア通信」（2010年）
- 茨城県那珂市「東日本大震災復興支援八重桜チャリティーイベント」（2011年）
- 長野県上田市「真田まつり」（2011年・2012年）
- 岐阜県関ヶ原市「関ヶ原合戦祭」（2011年）
- KBS京都ぽじポジたまご（2012年）
- J:COM仙台キャベツ カラフルJタウン（2012年）
- 新潟県長岡市寺泊文化センター　ロビーコンサート（2013年）
- USTREAM「カブキロックス氏神一番〈ウヂツボの牛ツボ〉」（2013年）
- 茨城県水戸市「ねもスタ」（2013年）
- 茨城県笠間市「茨城をたべよう収穫祭」（2013年・2014年）
- いばキラTV（2014年）
- USTREAM「茨城人応援バラエティー えつこのウシキン！」パーソナリティー（2014年）
- NHK水戸放送局「44市町村 みんなで！いばらナイト！」（2014年）
- 水戸黄門まつり（2014年）
- エフエム佐久平「JEWEL BOX KDC」（2014年・2016年）
- 茨城放送「HAPPYパンチ！」（2014年）
- JR水郡線営業所まつり（2014年）
- 千鳥會（2015年）
- 茨城放送「まついえつこの休憩しちゃえば？」パーソナリティー（2015年）
- NHK総合 ドラマ「ちゃんぽん食べたか」(2015年)
- ばぁちゃんの唄コンサート（2015年）
- レインボータウンFM「Emotional Beat 姫ラジ」パーソナリティー （2015年）
- 日本テレビ ドラマ「偽装の夫婦」(2015年)
- 熊本地震チャリティーコンサート（2016年）
- フジテレビ「バイキング」（2016年）
- がたふぇす　アニソンカラオケバトル（ゲスト審査員）（2016年）
- 第二回 水戸黄門漫遊マラソン 前夜祭（2017年）
- DAM★とも祭り2018（2018年）
- 日本特撮ファンクラブG 緯度0大作戦（2019年）
- 明利酒類 第23回蔵開き（2019年）
- 夕暮れモーモー（2019年）
- 東京カラオケまつり 浜松町大会・江戸川大会（審査員)（2019年）
- 舞台屋あい 舞台芸術フェスティバル舞台屋文化祭2020（2020年）
- NHK Eテレ 「天才てれびくんYOU 」『Lemonを上手に歌って王子のきげんを直せ！』ボイストレーニングの達人（2019年）
- 舞台屋あい 舞台芸術フェスティバル舞台屋文化祭2020（2020年）
- フジテレビ「林修のニッポンドリル」『歌姫最強番付ベスト15』（2020年）
- 新東京カラオケグランプリ2021オンライン大会（審査員）（2021年）
- フジテレビ「トレスギJO1」絶対音感の指導（2021年）
- FMだいご77.5MHz「JR水郡線運転再開記念特番～おかえりなさい水郡線～」（2021年）
- 新東京カラオケグランプリ2021　オフライン大会、オンライン大会（審査員）（2021年）
- 新東京カラオケグランプリ2022　オフライン大会、オンライン大会（審査員）（2022年）
- 舞台屋あい 第23回公演　夜桜ぽろりシリーズ『陰謀花嵐』(夜桜ぽろり役）（2022年）
- 新東京カラオケグランプリ2023　オフライン大会、オンライン大会（審査員）（2023年）
- Kakuyoh-kai Autumn（2023年）
- Kakuyoh-kai Winter（2023年）
- 第四回 琵琶の會　時分の花　吉永鶴奏(kakuyoh-kaiメンバーとして合奏で出演)（2024年）
- 回帰線ライブ まついえつこ琵琶の会　第二弾（2024年）
- 舞台屋あい 第24回公演　夜桜ぽろりシリーズ『エピローグ』(夜桜ぽろり役）（2024年）
- さんペンの輪Special Live 薩摩琵琶を愉しむ会 松井奏悦（2024年）
- kakuyoh-kai Spring（2024年）
- 新東京カラオケグランプリ2024　オフライン大会、オンライン大会（審査員）（2024年）
- kakuyoh-kai Summer（2024年）
- カニ坂ロックフェスティバルVol.39（Dancing痴明メンバーとしてエレキ琵琶で出演)（2024年）
- 緯度G大作戦2024（2024年）
- 第33回 青梅宿アートフェスティバル(Hainuwellメンバーとして薩摩琵琶、キーボードで出演）（2024年）
- Kakuyoh-kai（かくようかい）新春を寿（ことほ）ぐ（2025年）
- 歌い人たちの夕べ Vol.8（パーカッションで出演）（2025年）
- さんペンの輪Special Live 第二回 薩摩琵琶を愉しむ会 松井奏悦（2025年）
- しいたけ祭 vol.3 村上ベン （パーカッションで出演）（2025年）
- チキンシャックオープンマイク Vol.8　薩摩琵琶で出演（2025年）
- cocoon exsワンマンライブ "en" vol.9 エレキ琵琶でゲスト出演（2025年）
- 今治FM ラヂオバリバリ 風待ちサロン すべてはずみで　ゲスト出演（2025年）
- 歌い人たちの夕べ Vol.9（薩摩琵琶、パーカッション、キーボード、コーラスアレンジで出演）（2025年）
- 渋谷7thFLOOR ファーメン舎発酵斎のカレー日和（2025年）
- 水戸プラザホテル　水戸第二高等学校　秀芳会総会（2025年）
- なかの芸能小劇場　第二十回　鶴暘の会（2025年）

### 掲載
- 読売新聞
- 産經新聞
- 朝日新聞
- 東京新聞
- 毎日新聞
- 茨城新聞
- 日経新聞
- LIVING郡山・福島
- サクラサクライフ
- 特撮ゼロ
- ハイパーホビー

#### オリジナルCD
- 『茨城名物ロックンロール』（作詞・作曲・編曲・歌）（2006年）
発売元：Cross Star
販売 SaintPromotion-MUSIC
- 映画「御茶漬海苔の惨劇館」主題歌『あぁ御茶漬の唄』（作曲・編曲・歌）（2010年）
発売元：Cross Star
販売 SaintPromotion-MUSIC
- 『De less ke（デ•レス•ケ）』（作詞・作曲・編曲・歌）（2013年）
発売元•販売：Peridot music
- 『ボクの恋（ハート）は水郡線』（作詞・作曲・編曲・歌）（2014年）
発売元•販売：Peridot music
- 『ばぁちゃんの唄』（作詞・作曲・歌：まついえつこ、補作詞：今瀬剛一、編曲：山下康介）（2014年）
発売元•販売：Peridot music